# Rue du Faubourg-du-Temple
Rue du Faubourg-du-Temple (ulice Templářského předměstí) je ulice v Paříži. Nachází se na hranicích mezi 10. a 11. obvodem. Název je odvozen od předměstí, které se rozkládalo za městskými hradbami a bývalým sídlem templářů.

## Poloha
Ulice začíná na náměstí Place de la République a končí u křižovatky s ulicemi Boulevard de la Villette, Boulevard de Belleville a Rue Louis-Bonnet. Ulice je orientována ze západu na východ, pravá strana ulice (sudá čísla) se nachází v 11. obvodu a levá strana (lichá čísla) v 10. obvodu. Jejím prodloužením přes náměstí je ulice Rue du Temple a na východ na ni navazuje Rue de Belleville.

## Významné stavby
- č. 8: Théâtre Le Temple
- č. 37: Palais des glaces
- č. 105: galerie ve stylu art deco zapsaná na seznamu historických památek[1]
- č. 200: bývalé zdravotnické zařízení, kde zemřel Henri Murger a v druhé polovině 19. století zde byl hospitalizován Gérard de Nerval